# Ocneria prolai
Ocneria prolai är en fjärilsart som beskrevs av Hartig 1963. Ocneria prolai ingår i släktet Ocneria och familjen tofsspinnare. Inga underarter finns listade i Catalogue of Life.